# 吉田辰五郎
吉田 辰五郎（よしだ たつごろう）は、人形浄瑠璃の人形遣い。

## 初代
（生年不詳 - 文化2年？（1805年））
2代目吉田文三郎の門弟で明和時代から出座の記録がある。最初立役から女方。寛政11年（1799年）には人形頭取に就任している。
文化2年（1805年）の「仮名手本忠臣蔵」の顔世御前を最後に消息不明。没年未詳、1817年に2代目十三回忌をきっかけに辰五郎を襲名を行われている。

## 2代目
（生年不詳 - 天保15年5月27日（1844年7月12日））
初代の子で門弟で卯造、1806年に初代辰造を経て文化14年（1817年）に父の十三回忌に2代目辰五郎を襲名。女方の「娘道成寺」「葛の葉」などを得意とした。
実子が2代目辰造。

## 3代目
（生年不詳 - 明治23年（1890年）8月）
1863年に勇蔵が3代目辰五郎を襲名。
他の文献では2代目吉田才治の門弟。吉田小市が吉川才三郎を経て3代目襲名したという。
明治初年頃は、文楽座に在籍していたが、明治17年（1884年）1月に出来た彦六座の人形座頭に就任。早変りなどを得意とした。
明治23年（1890年）8月に没。辰五郎の死後吉田三吾、吉田兵吉ら彦六座所属の大物人形遣いが相次いで退座したことなどから、彦六座は衰退した。
吉田栄三が彦六座時代に良く世話になったと回顧している。

## 4代目
（生年不詳 - 昭和2年（1927年）6月16日）
3代目の門弟とも。義父に吉田金花。兵造、駒十郎を経て、大正6年（1917年）2月に4代目辰五郎を襲名。
立役、荒物に秀でた。また端役でも丁寧に遣うことで評価され、吉田栄三らにも大きな影響を与えた。
駒十郎時代の明治26年(1893年)頃の2～3年間を、吉田金花と共に足柄下郡下中村にある「小竹の人形（現：相模人形芝居　下中座）」に来訪し、人形操法の師匠とされた。
昭和2年（1927年）3月以前には病気を患い、大和の高田の眼科病院に入院していた。番付改正の相談に訪れた栄三に、病気の回復の見込みがないことを告げている。

## 5代目
（明治30年（1897年）12月28日 - 昭和48年（1973年）4月2日）本名:天満徳三郎。
大阪市内の生まれ。明治39年（1906年）に玉松（後の3代目吉田玉造）の門下。明治41年（1908年）に吉田玉徳の名で堀江座で初舞台。後に近松座、大正4年（1915年）には文楽座に転座した。
一時廃業し演芸寄席の世界にいたが、寄席衰退で文楽に戻り。長らく端役を務める。文楽人形の首を大事に保管していたことでも知られ1945年に戦災で焼失した御霊文楽座の首も辰五郎が保管していた首を使って何とか興行を凌いだ。
昭和23年（1948年）に三和会に加入。立役をやった。昭和26年（1951年）に5代目辰五郎を襲名。文楽協会発足後には古老として老役に徹した。